# Cárdenas (gmina w stanie San Luis Potosí)
Cárdenas – gmina we wschodniej części meksykańskiego stanu San Luis Potosí, położona w górach w górach Sierra Madre Wschodnia. Jest jedną z 58 gmin w tym stanie. Siedzibą władz gminy jest miasto Cárdenas.
Ludność gminy Cárdenas w 2010 roku liczyła 18 937 mieszkańców, co czyni ją przeciętnej liczebności gminą w stanie San Luis Potosí. Większość ludności gminy ma pochodzenie indiańskie, co sprawia, że aż 72% jest dwujęzyczna (język hiszpański i lokalny), a dla około 2,5% (432 osoby) pierwszym i drugim językiem są języki język pame i język nahuatl.

## Geografia
Powierzchnia gminy wynosi 390,8 km², co sprawia, że zajmuje zaledwie 0,6% powierzchni stanu. Obszar gminy jest górzysty a wyróżniającymi się pasmami są Santa Gertrudis, sierra Paredes, El Picacho, El Azafrán, El Grande. Wyniesienie nad poziom morza zawiera się pomiędzy 1005 – 1326 m n.p.m. Klimat według klasyfikacji Köppena jest – subtropikalny ciepły z umiarkowanie suchym latem, oraz z ciepłą i suchą zimą (Cwa). Średnia roczna temperatura wynosi 19,9 °C, natomiast suma opadów 616,6 mm.

## Gospodarka
Ekonomia gminy jest oparta na rolnictwie i usługach. Z upraw rolnych dominującą jest uprawa kukurydzy, a następnie fasola i sorgo. Ponadto ludność zajmuje się także hodowlą zwierząt (głównie bydła).